# 铜鼓镇 (重庆市)
铜鼓镇，是中华人民共和国重庆市荣昌区下辖的一个乡镇级行政单位。

## 行政区划
铜鼓镇下辖以下地区：
万福桥社区、共和村、龙家冲村和高山村。